# Гуніб
Гуніб — село (аул), адміністративний центр Гунібського району, Дагестан.

## Географія
Гуніб розташований на Гунібському плато, за 172 км на північний захід від Махачкали, на висоті близько 1500 м.

## Історія
Село виникло в 1862 році у зв'язку з будівництвом російського військового укріплення, яке отримало назву по колишньому аулу Гуніб (з аварскої Гуні-меєр — стіг сіна), який розташовувався на вершині плато, і був зруйнований в 1859 році. Укріплення було центром Гунібського округу. У 1895 році в ньому розташовувалися казарми Самурського полку і Терсько-Дагестанської фортечної артилерії, 29 дворів службовців, торговців і відставних солдатів, православна церква, поштова станція.
Природна фортеця Гуніба була останнім оплотом імама Шаміля, була взята російськими військами 25 серпня 1859 року.
Адміністративний центр однойменного району з 1928 по 1937 рік, і з 1963 року.

## Населення
За переписом 1897 року в укріпленні проживало 685 осіб. Розподіл населення за мовою згідно з переписом 1897 року:
| Мова       | Осіб | Відсоток |
| ---------- | ---- | -------- |
| російська  | 246  | 35,91 %  |
| українська | 158  | 23,07 %  |
| аварська   | 84   | 12,26 %  |
| польська   | 79   | 11,53 %  |
| єврейська  | 33   | 4,82 %   |
| кумицька   | 16   | 2,34 %   |
| литовська  | 15   | 2,19 %   |
| татарська  | 13   | 1,90 %   |
| інші       | 41   | 5,99 %   |
| Разом      | 685  | 100 %    |

За переписом 2010 року в селі проживало 2271 осіб. Моноетнічне (99,1 %) аварське село

## Галерея

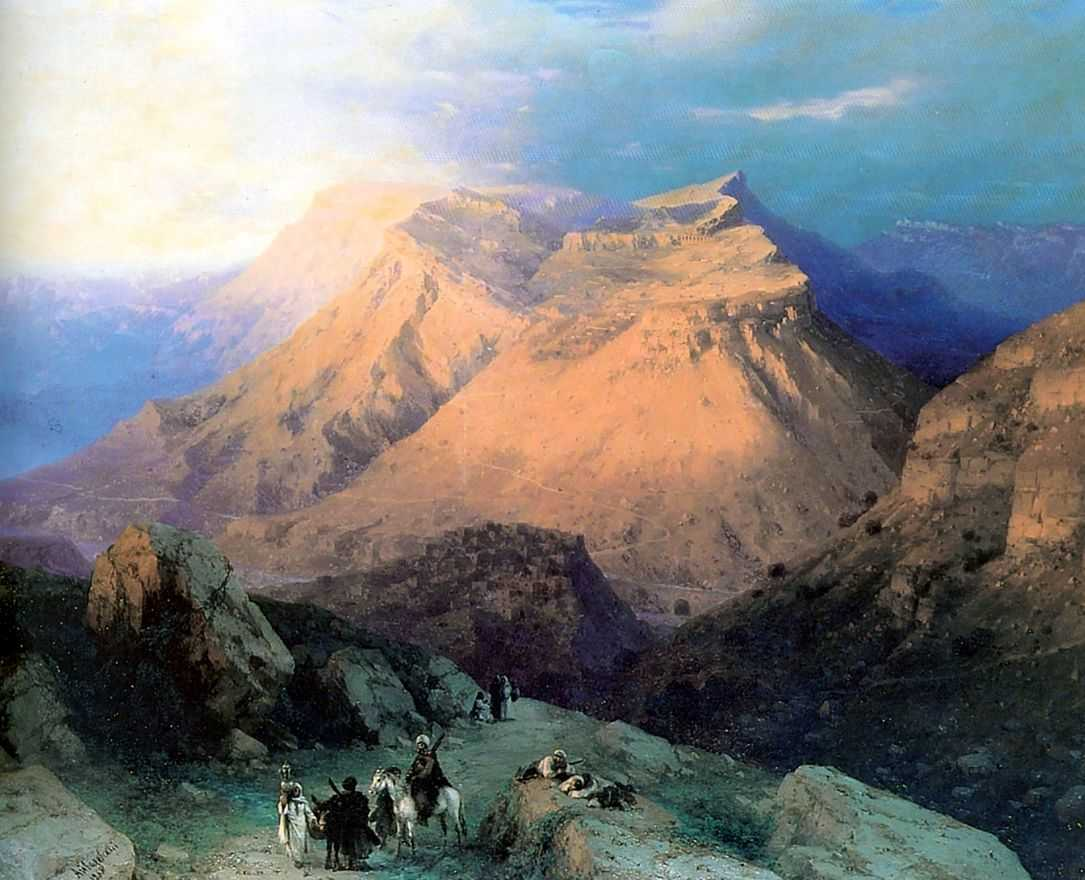
І. К. Айвазовський. Аул Гуніб в Дагестані. 1869 р.
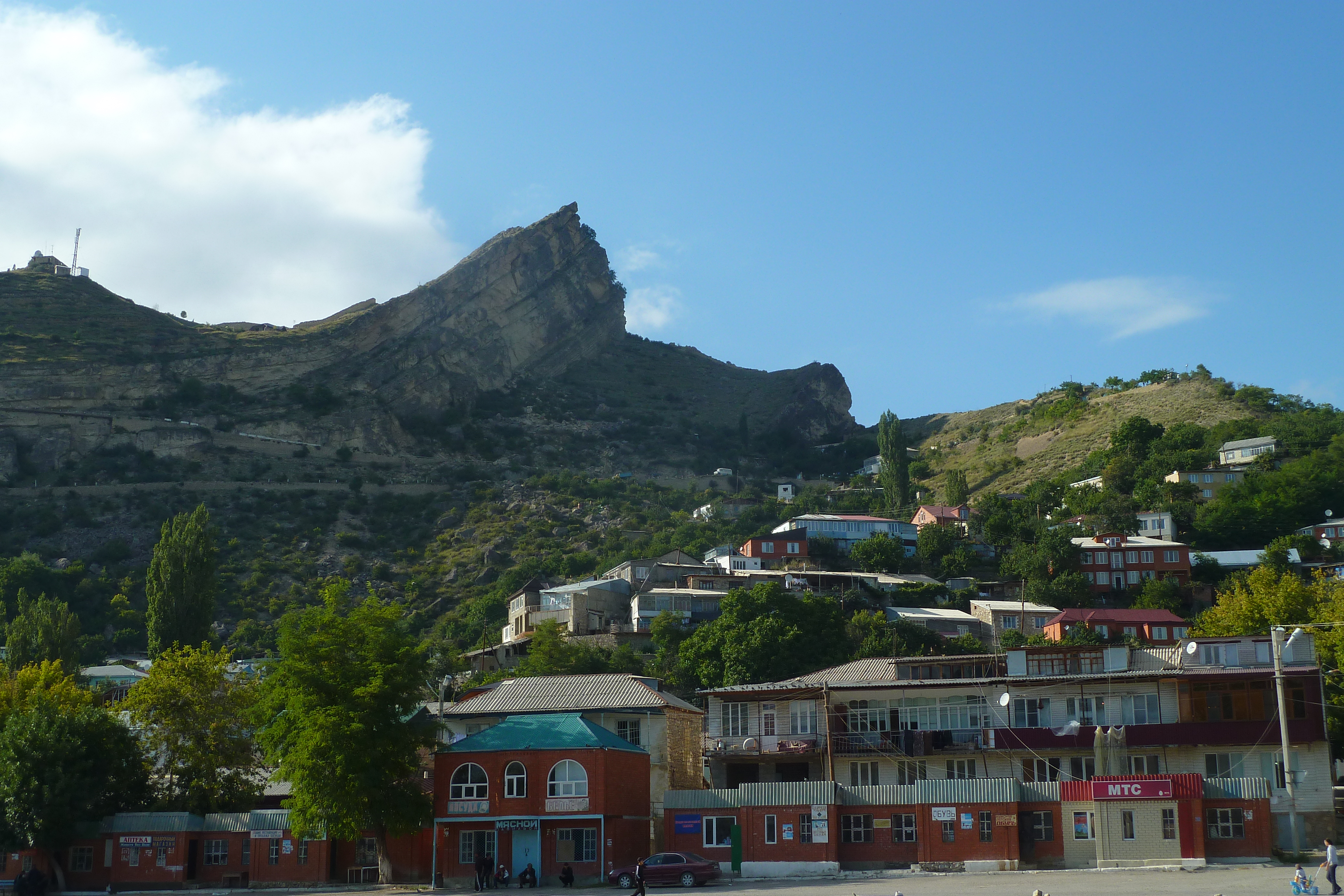
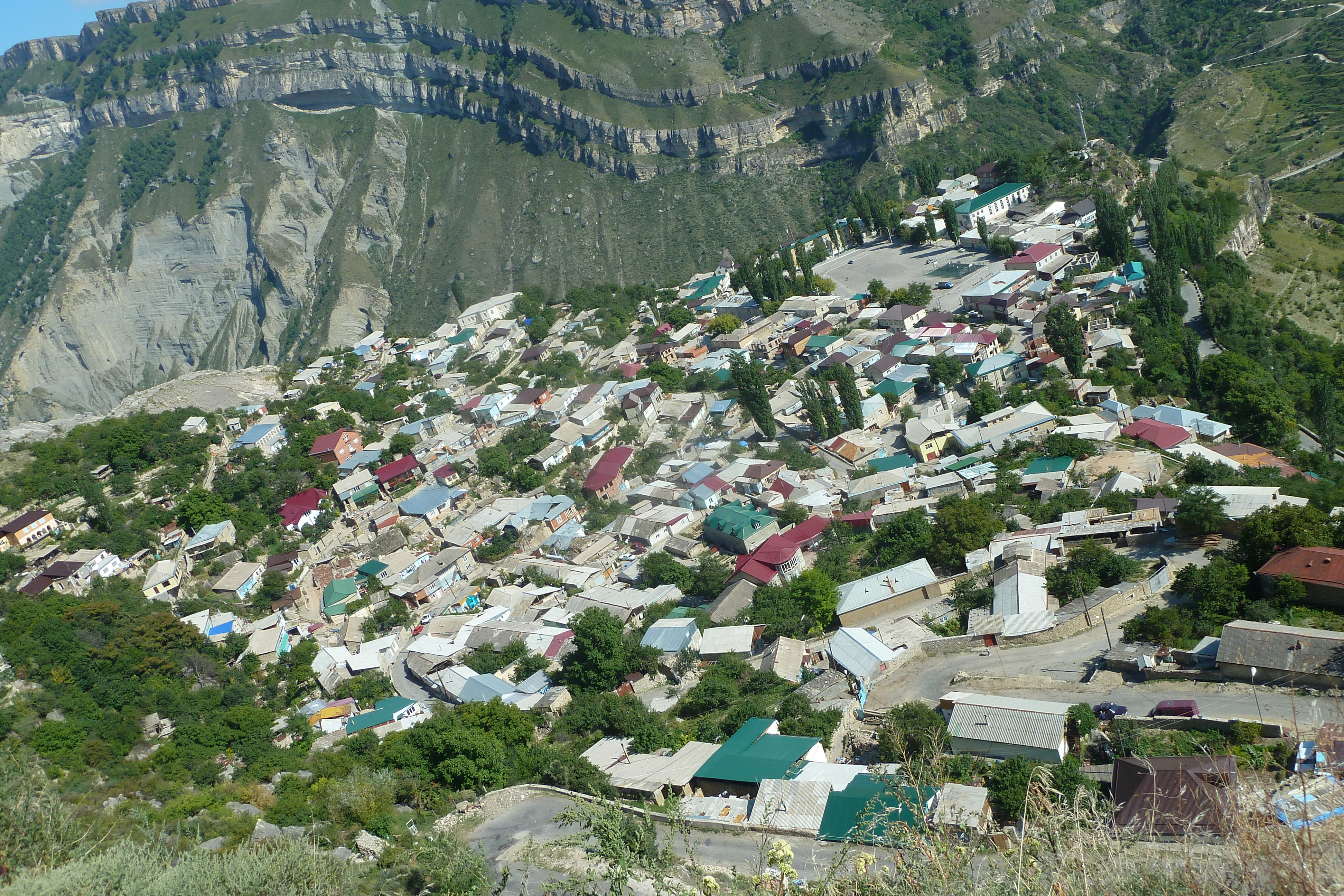
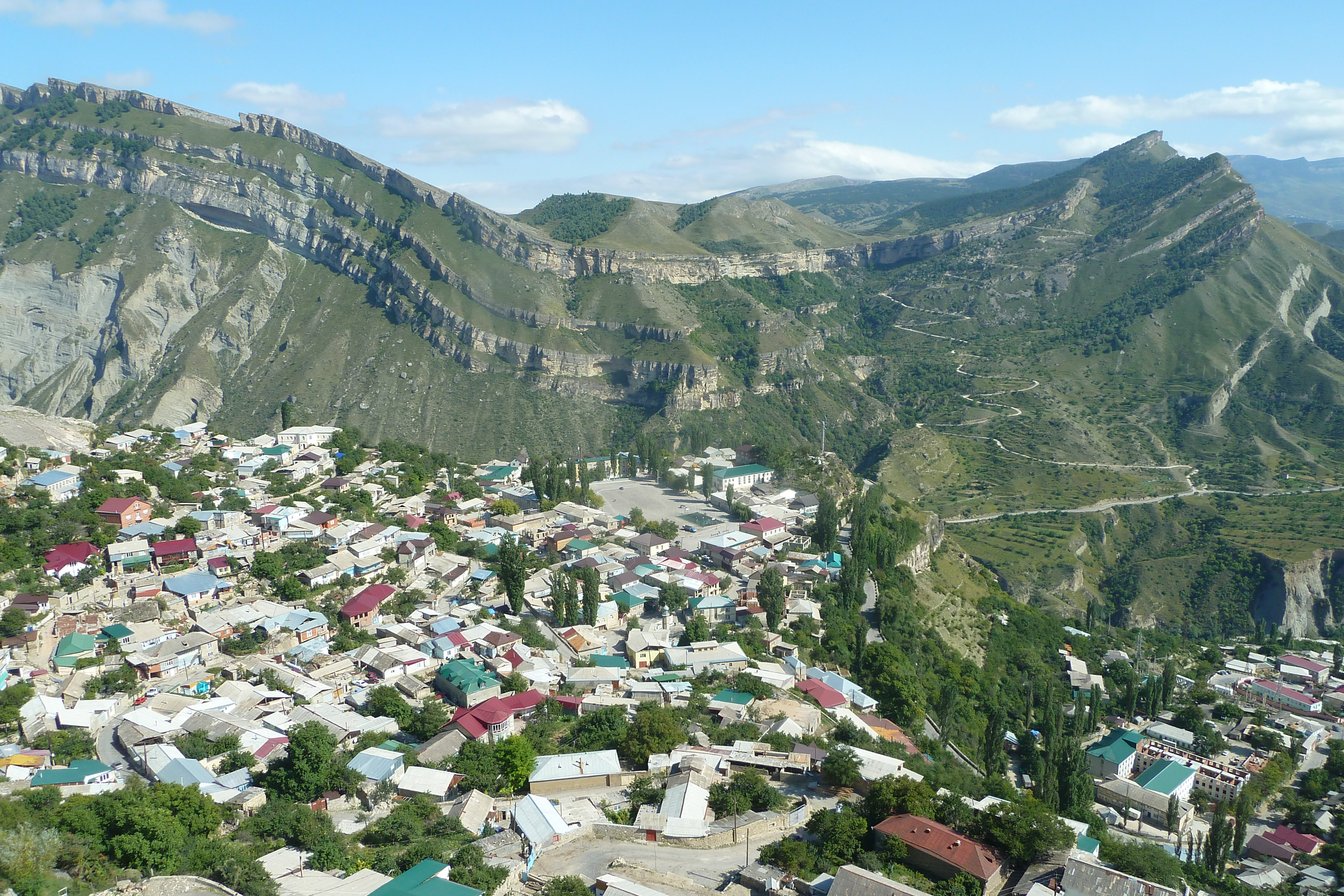
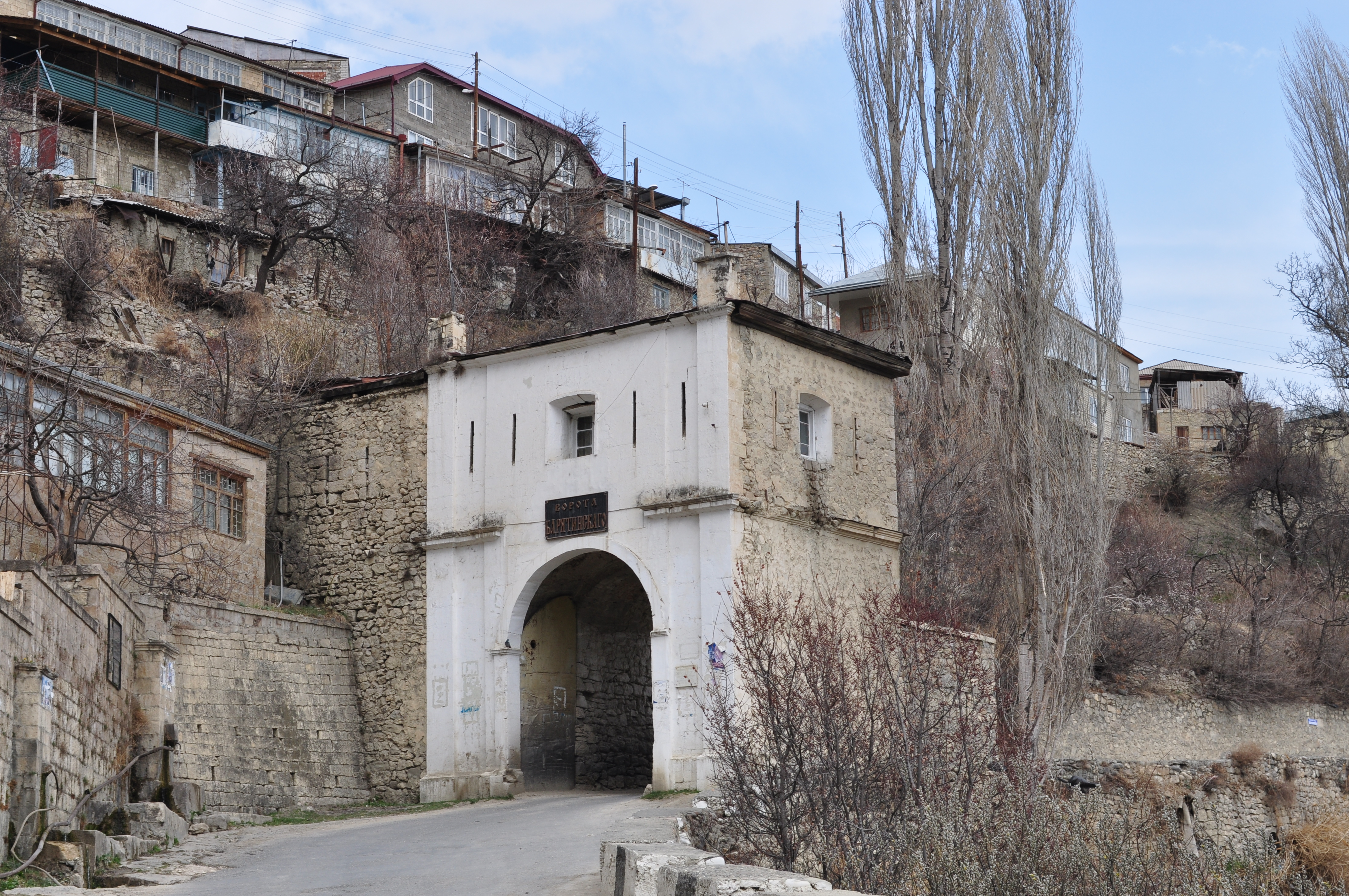
Пироговські ворота (кол. Ворота Барятинського)

## Персоналії
- Кереселідзе Арчіл Павлович (1912—1971) — грузинський радянський композитор.